# Waukesha County
Das Waukesha County ist ein County im US-amerikanischen Bundesstaat Wisconsin. Im Jahr 2020 hatte das County 406.978 Einwohner und eine Bevölkerungsdichte von 283 Einwohnern pro Quadratkilometer. Der Verwaltungssitz (County Seat) ist Waukesha.
Das Waukesha County ist Bestandteil der Metropolregion Milwaukee.

## Geografie
Das County liegt im Südosten Wisconsins im östlichen Vorortbereich der Stadt Milwaukee und ist im Osten etwa 30 km vom Michigansee entfernt. Es hat eine Fläche von 1503 Quadratkilometern, wovon 65 Quadratkilometer Wasserfläche sind. 
An das Waukesha County grenzen folgende Nachbarcountys: 
| Dodge County     | Washington County | Ozaukee County   |
| Jefferson County |                   | Milwaukee County |
| Walworth County  |                   | Racine County    |

## Geschichte
Das Waukesha County wurde 1846 aus Teilen des Milwaukee County gebildet. Benannt wurde es, ebenso wie die Bezirkshauptstadt, nach dem indianischen Ausdruck für Kleiner Fuchs.

### Historische Objekte
In Menomonee Falls befindet sich am Roosevelt Drive, die historische Third Street Bridge (auch bekannt als Roosevelt Drive Bridge). Die 1899 errichtete Brücke wurde am 21. September 1988 vom National Register of Historic Places als historisches Denkmal mit der Nummer 88001647 aufgenommen.
Weitere historische Objekte:
- Liste der Einträge im National Register of Historic Places im Waukesha County

## Bevölkerung
Nach der Volkszählung im Jahr 2010 lebten im Waukesha County 389.891 Menschen in 152.995 Haushalten. Die Bevölkerungsdichte betrug 271,2 Einwohner pro Quadratkilometer. In den 152.995 Haushalten lebten statistisch je 2,51 Personen. 
Ethnisch betrachtet setzte sich die Bevölkerung zusammen aus 93,9 Prozent Weißen, 1,4 Prozent Afroamerikanern, 0,3 Prozent amerikanischen Ureinwohnern, 3,1 Prozent Asiaten, 0,1 Prozent Polynesiern sowie aus anderen ethnischen Gruppen; 1,2 Prozent stammten von zwei oder mehr Ethnien ab. Unabhängig von der ethnischen Zugehörigkeit waren 4,5 Prozent der Bevölkerung spanischer oder lateinamerikanischer Abstammung.
22,7 Prozent der Bevölkerung waren unter 18 Jahre alt, 61,4 Prozent waren zwischen 18 und 64 und 15,9 Prozent waren 65 Jahre oder älter. 50,9 Prozent der Bevölkerung waren weiblich.

Das jährliche Durchschnittseinkommen eines Haushalts lag bei 75.689 USD. Das Pro-Kopf-Einkommen betrug 37.282 USD. 5,0 Prozent der Einwohner lebten unterhalb der Armutsgrenze.

## Ortschaften im Waukesha County
Citys
| - Brookfield - Delafield - Milwaukee1 - Muskego | - New Berlin - Oconomowoc - Pewaukee - Waukesha |

Villages
| - Big Bend - Butler - Chenequa - Dousman - Eagle | - Elm Grove - Hartland - Lac La Belle - Lannon - Menomonee Falls | - Merton - Mukwonago2 - Nashotah - North Prairie - Oconomowoc Lake | - Pewaukee - Summit - Sussex - Wales |

Census-designated place (CDP)
- Okauchee Lake

Andere Unincorporated Communities
| - Bethesda - Buena Vista - Camp Whitcomb - Colgate3 - Eagleville | - Genesee Depot - Goerke's Corners - Guthrie - Jericho - Lake Five | - Mapleton - Monches - Monterey - North Lake - Ottawa | - Saylesville - Stone Bank - Summit Center - Summit Corners - Vernon |

1 – überwiegend im Milwaukee County, teilweise im Washington County

2 – zu einem kleinen Teil im Walworth County

3 – teilweise im Washington County

## Gliederung
Das Waukesha County ist neben den acht Citys und 19 Villages in zwölf Towns eingeteilt:
| Town               | Einwohner (2010) | FIPS     |
| ------------------ | ---------------- | -------- |
| Town of Brookfield | 6116             | 55-10050 |
| Town of Delafield  | 8400             | 55-19425 |
| Town of Eagle      | 3507             | 55-21450 |
| Town of Genesee    | 7340             | 55-28487 |
| Town of Lisbon     | 10.157           | 55-44850 |
| Town of Merton     | 8338             | 55-51400 |

| Town               | Einwohner (2010) | FIPS     |
| ------------------ | ---------------- | -------- |
| Town of Mukwonago  | 7959             | 55-55075 |
| Town of Oconomowoc | 8408             | 55-59275 |
| Town of Ottawa     | 3859             | 55-60700 |
| Town of Summit     | 4674             | 55-78375 |
| Town of Vernon     | 7601             | 55-82575 |
| Town of Waukesha   | 9133             | 55-84275 |